# Gefrees
Gefrees là một thị xã tại huyện Bayreuth, bang Bayern nước Đức. Đô thị Gefrees có diện tích km², dân số thời điểm ngày 31 tháng 12 năm 2006 là người. Đô thị này tọa lạc tại Fichtelgebirge, 21 km về phía đông bắc của Bayreuth. Đây là nơi diễn ra trận Gefrees trong thời chiến tranh Napoleon.